# Inverteerbaar
Inverteerbaar heeft in de wiskunde twee overeenkomstige betekenissen, waarvan de eerste over afbeelding of functie gaat en de tweede over matrices. De overeenkomst ligt er in dat matrices afbeeldingen of functies bepalen, in het bijzonder lineaire afbeeldingen. Inverteerbaar komt van inverteren, in de wiskunde het bepalen van de inverse.

## Afbeeldingen en functies

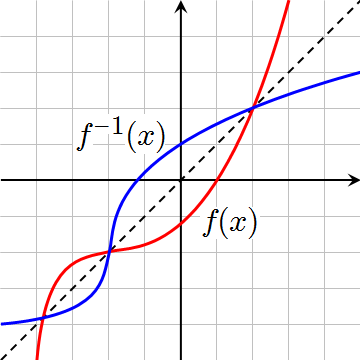

Een afbeelding of functie wordt inverteerbaar of bijectief genoemd als er een afbeelding in de omgekeerde richting bestaat die precies de 'tegengestelde' is van {\displaystyle f}. Deze afbeelding heet de inverse van {\displaystyle f} en wordt genoteerd als {\displaystyle f^{-1}}, spreek uit als f-invers. Preciezer gezegd, als {\displaystyle f:X\to Y} een afbeelding is van een verzameling {\displaystyle X} naar een verzameling {\displaystyle Y}, dan heet {\displaystyle f^{-1}:Y\to X} de inverse van {\displaystyle f} als aan de volgende twee voorwaarden is voldaan:
- Voor alle {\displaystyle x\in X} geldt {\displaystyle f^{-1}(f(x))=x}.
- Voor alle {\displaystyle y\in Y} geldt {\displaystyle f(f^{-1}(y))=y}.

Deze voorwaarden kunnen ook geschreven worden als {\displaystyle f^{-1}\circ f=I_{X}} en {\displaystyle f\circ f^{-1}=I_{Y}}. Hier staat het symbool {\displaystyle \circ }, spreek uit 'na', voor de samenstelling van twee afbeeldingen en {\displaystyle I_{X}} en {\displaystyle I_{Y}} voor de identieke afbeeldingen op {\displaystyle X} en {\displaystyle Y}.
Een functie {\displaystyle f} van een verzameling {\displaystyle X} naar een verzameling {\displaystyle Y} is dan en slechts dan inverteerbaar als er voor ieder element {\displaystyle y\in Y} precies een element {\displaystyle x\in X} is waarvoor {\displaystyle f(x)=y}. Een andere manier is de definitie van een bijectie te volgen en te zeggen dat {\displaystyle f} zowel injectief moet zijn, dat er voor iedere {\displaystyle y\in Y} hoogstens een {\displaystyle x\in X} is met {\displaystyle f(x)=y}, als surjectief, dat er voor iedere {\displaystyle y} minstens een {\displaystyle x} is zodat {\displaystyle f(x)=y}.
Bij een functie {\displaystyle f:\mathbb {R} \to \mathbb {R} } ontstaat de grafiek van de functie {\displaystyle f^{-1}} door lijnspiegeling van de grafiek van {\displaystyle f} in de lijn {\displaystyle y=x}.

## Matrices
Een matrix heet inverteerbaar, kan worden geïnverteerd, wanneer het om een vierkante matrix gaat en de determinant ervan ongelijk aan nul is. Een inverteerbare matrix wordt ook regulier genoemd en een matrix, die niet kan worden geïnverteerd singulier. Het resultaat van het inverteren van een matrix {\displaystyle A} heet de inverse matrix van {\displaystyle A} en wordt genoteerd met {\displaystyle A^{-1}}. Het komt er op neer dat een vierkante matrix {\displaystyle A} alleen kan worden geïnverteerd, wanneer de kolomvectoren in {\displaystyle A} lineair onafhankelijk van elkaar zijn. Dat kan met behulp van de determinant van {\displaystyle A} worden gecontroleerd.  